# Erika Fasana
Erika Fasana est une gymnaste artistique italienne, née le 17 février 1996 à Côme.

## Palmarès

### Jeux olympiques
- Londres 2012
  - 7e au concours par équipes

### Championnats d'Europe
- Bruxelles 2012
  -  médaille de bronze au concours par équipes
  - 7e au saut de cheval

- Sofia 2014
  - 5e au concours par équipes

- Montpellier 2015
  - 4e au concours général individuel
  - 4e au sol

### Championnats d'Europe juniors
- Birmingham 2010
  -  médaille de bronze au concours par équipes
  -  médaille de bronze au saut de cheval

### Autres
- American Cup 2015 :
  -  3e au concours général